# Whenever
Whenever (pol. Zawsze) – popowa piosenka stworzona przez Stacy Ferguson i will.i.ama, a także wyprodukowana przez jego osobę. Pochodzi ona z szóstego albumu studyjnego The Beginning amerykańskiego zespołu hip hopowego The Black Eyed Peas. 26 listopada 2010 piosenkę wydano w formacie digital download jako promocyjny singiel we Francji, gdzie dotarła ona do piętnastej pozycji na liście French Digital Chart.
Whenever został wydany jako jeden z promocyjnych singli zespołu we Francji, tak jak było to w przypadku "Missing You" pochodzącego z poprzedniej płyty "The E.N.D". Informacja o wydaniu piosenki pojawiła się na Twitterze i w radio, a oficjalna premiera odbyła się 3 listopada 2011.

## Pozycje
| Lista (2011)         | Najwyższa pozycja |
| -------------------- | ----------------- |
| Belgian Tip Chart    | 38                |
| French Digital Chart | 14                |